# Scilla uyuiensis
Scilla uyuiensis là một loài thực vật có hoa trong họ Măng tây. Loài này được Rendle. miêu tả khoa học đầu tiên năm 1895.